# Macrocentrus pallisteri
Macrocentrus pallisteri är en stekelart som beskrevs av Degant 1930. Macrocentrus pallisteri ingår i släktet Macrocentrus och familjen bracksteklar. Inga underarter finns listade i Catalogue of Life.